# Microbotryum pustulatum
Microbotryum pustulatum är en svampart som först beskrevs av Augustin Pyrame de Candolle, och fick sitt nu gällande namn av R. Bauer & Oberw. 1997. Microbotryum pustulatum ingår i släktet Microbotryum och familjen Microbotryaceae.   Inga underarter finns listade i Catalogue of Life.